# أوليفيلا
بلدية أوليبيلا (بالكاتالانية: Olivella) هي إحدى بلديات مقاطعة برشلونة، والتي تقع في منطقة كاتالونيا، شرق إسبانيا.
يبلغ عدد سكانها 2.842 نسمة وفقاً لإحصائية سنة (2007).